# Храм Святых Архангелов Михаила и Гавриила (Арбанаси)

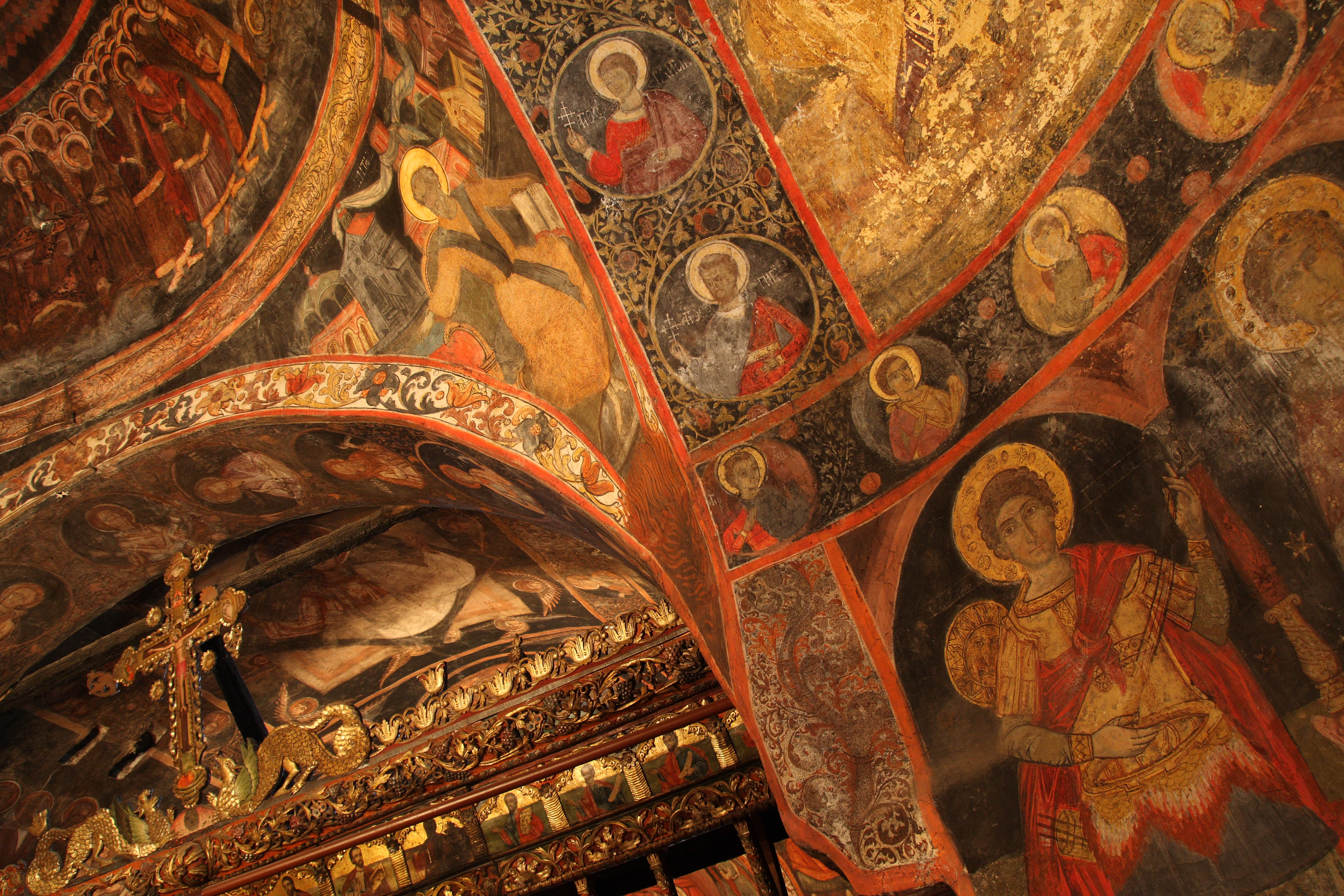
Фрески церкви св. Архангелов

Храм Святы́х Арха́нгелов Михаи́ла и Гаврии́ла — православный храм в селе Арбанаси (Болгария), построенный в честь двух наиболее почитаемых архангелов — Михаила и Гавриила.
Постройка храма относится к началу XVIII века. Здание увенчано псевдокуполом, по сторонам наоса имеются конхи. Наос расписан фресками работы румынских художников первой половины XVIII века. Фрески притвора, выполненные в 1761 году, — один из лучших образцов балканского искусства данного периода. На северной стене притвора имеется надпись с указанием имён мастеров: 
Михаил из Салоник и Георгий из Букареста
К храму пристроен придел святой Параскевы, расписаный фресками XVIII века.